# Eodorcadion exaratum
Eodorcadion exaratum là một loài bọ cánh cứng trong họ Cerambycidae.